# Richard Sheldon
Richard "Dick" Sheldon (Rutland, Vermont, 9 de juliol de 1878 - Nova York, 23 de gener de 1935) va ser un atleta estatunidenc que va prendre part en els Jocs Olímpics de París de 1900.
En aquests Jocs va guanyar la medalla d'or en la prova del llançament de pes, amb un llançament de 14,10 metres. En la prova del llançament de disc guanyà la medalla de bronze.
Era germà de Lewis Sheldon, també medallista olímpic a París.

## Millors marques
- Llançament de pes. 14,25 m, el 1904
- Llançament de disc. 37,35 m, el 1899[1]